# سانتاکروز، جامائیکا
سانتا کروز (به لاتین: Santa Cruz) شهری در سنت الیزابت، جامائیکا است که در جاده A2 واقع شده و رودخانه سیاه را به ماندویل متصل می‌کند.
سانتا کروز تا دهه ۱۹۵۰ یک بازار روستایی کوچک بود؛ توسعه مناطق مجاور برای استخراج بوکسیت باعث شد که در دهه‌های ۱۹۵۰ و ۱۹۶۰ این روستا رشد کند و شاهد چیزهایی مانند تأسیس مدرسه عالی فنی سنت الیزابت در سال ۱۹۶۱ باشد. سانتا کروز دادگاه، ایستگاه پلیس و رستوران‌های متنوعی در کنار سوپرمارکت‌ها و سالن‌های تشییع جنازه دارد.